# Time (пісня Izabo)
«Time» — пісня ізраїльського гурту «Izabo», з якою він представляв Ізраїль на пісенному конкурсі Євробачення 2012 в Баку. За результатами першого півфіналу, який відбувся 22 травня 2012 року, композиція не пройшла до фіналу.